# Linton-on-Ouse
Linton-on-Ouse est un village et une paroisse civile du Yorkshire du Nord, en Angleterre.